# Resolutie 418 Veiligheidsraad Verenigde Naties
Resolutie 418 van de Veiligheidsraad van de Verenigde Naties werd unaniem aangenomen door de VN-Veiligheidsraad op 4 november 1977. De resolutie legde een wapenembargo op tegen Zuid-Afrika vanwege de apartheid.
Een van de gevolgen van dit embargo was dat een door Zuid-Afrika in Frankrijk besteld korvet, de SAS Good Hope, dat net klaar was, niet geleverd mocht worden. Het schip werd vervolgens aan Argentinië verkocht.

## Inhoud
De Veiligheidsraad:
- Herinnert aan resolutie 392 die het geweld van Zuid-Afrika tegen tegenstanders van de apartheid veroordeelde.
- Erkent dat de militaire uitbreiding door Zuid-Afrika en de agressie van dit land tegen zijn buurlanden de veiligheid van die landen ernstig bedreigt.
- Erkent verder dat het wapenembargo versterkt en universeel toegepast moet worden.
- Neemt akte van de Verklaring van Lagos voor Actie tegen Apartheid.
- Is erg bezorgd dat Zuid-Afrika op het punt staat kernwapens te maken.
- Veroordeelt Zuid-Afrika's repressie, de voortzetting van de apartheid en de aanvallen op buurlanden.
- Overweegt dat de politiek en handelingen van Zuid-Afrika de internationale vrede en veiligheid bedreigen.
- Herinnert aan resolutie 181 (1963) en andere over een vrijwillig wapenembargo tegen Zuid-Afrika.
- Is ervan overtuigd dat een wereldwijd wapenembargo moet worden opgelegd.
- Handelend onder Hoofdstuk VII van het Handvest van de Verenigde Naties.

1. Bepaalt dat de aankoop van wapens door Zuid-Afrika de internationale vrede en veiligheid bedreigt.
2. Beslist dat geen land Zuid-Afrika nog wapens mag leveren.
3. Vraagt alle landen bestaande contracten en licenties inzake de productie van wapens te herzien.
4. Beslist verder dat geen land Zuid-Afrika mag helpen met de ontwikkeling van kernwapens.
5. Roept alle landen, inclusief niet-lidstaten, op zich aan deze resolutie te houden.
6. Vraagt de secretaris-generaal tegen 1 mei 1978 een eerste maal te rapporteren over de uitvoering van deze resolutie.
7. Beslist deze kwestie op zijn agenda te houden.

## Verwante resoluties
- Resolutie 392 Veiligheidsraad Verenigde Naties
- Resolutie 417 Veiligheidsraad Verenigde Naties
- Resolutie 421 Veiligheidsraad Verenigde Naties
- Resolutie 473 Veiligheidsraad Verenigde Naties

Lijst ·  403 ·  404 ·  405 ·  406 ·  407 ·  408 ·  409 ·  410 ·  411 ·  412 ·  413 ·  414 ·  415 ·  416 ·  417 ·  418 ·  419 ·  420 ·  421 ·  422